# Maimarkt-Turnier Mannheim

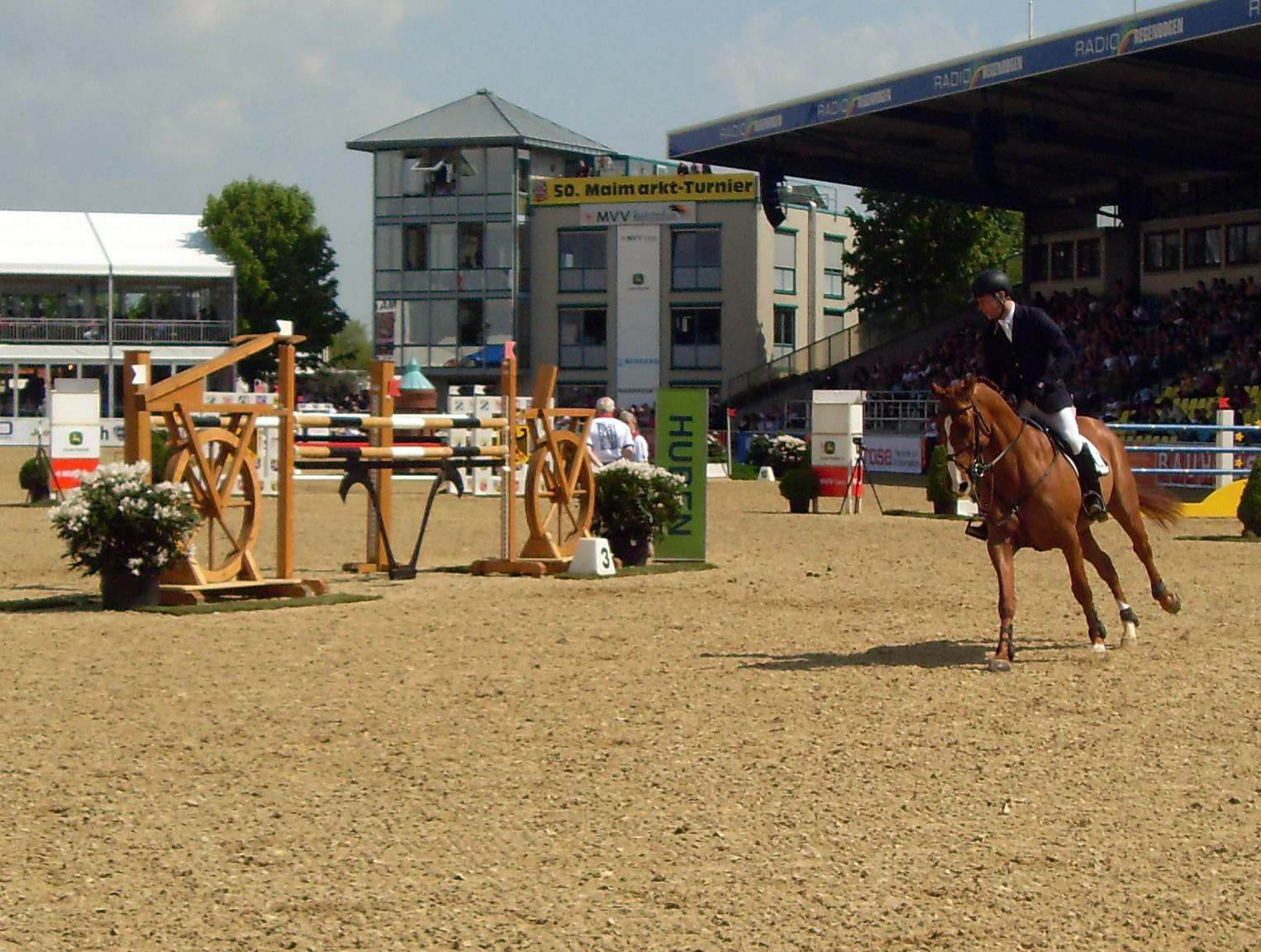
Springprüfung beim 50. Maimarkt-Turnier

Das Maimarkt-Turnier Mannheim ist ein internationales Reitturnier, das jährlich während des Mannheimer Maimarkts in Mannheim ausgetragen wird. Das Turnier wird seit 1964 durchgeführt, Austragungsorte sind das MVV-Reitstadion und das MVV-Dressurstadion.
Veranstalter des Turniers ist der Reiter-Verein Mannheim e. V.
Seit dem Jahr 2014 ist das Maimarkt-Turnier das deutsche Nationenpreisturnier der Dressurreiter mit Behinderung (Para-Dressur), international ausgeschrieben als CPEDI 3*. Daneben sind die Haupt-Springprüfungen des Turniers üblicherweise als CSI 4* (2022 als CSIO 3*, bis 2019 als CSI 3*) und die Dressurprüfungen als CDI 4* (bis 2017 als CDI 3*) ausgeschrieben. Daneben finden auch Amateurspringprüfungen und Springprüfungen für junge Pferde (CSIYH 1*) statt. Neben den internationalen Prüfungen werden auch national ausgeschriebene Dressur- und Springprüfungen bis hin zur schweren Klasse durchgeführt.

## Turniergeschichte
Nachdem der Mannheimer Maimarkt im Jahre 1962 auf den Friedensplatz gegenüber dem Luisenpark verlegt worden war, kam die Idee auf, im Rahmen des Maimarkts auch ein Reitturnier zu veranstalten. Mit Hilfe der US Army, die im nahegelegenen Heidelberg stationiert war, wurde im Rahmen einer Pionierübung das bisher unbefestigte Gelände zu einem Reitplatz hergerichtet. Das erste Maimarkt-Turnier wurde dann im Mai 1964 durchgeführt.
Während die Springprüfungen auf dem neuen Reitplatz stattfanden, wurden die Dressurprüfungen noch auf dem Gelände des Reiter-Vereins Mannheim ausgetragen. Die bedeutendste Springprüfung des Turniers wurde bereits im ersten Turnierjahr ausgerichtet, die Badenia. Nachdem es bereits vor dem Ersten Weltkrieg ein Amateur-Jagdrennen gleichen Namens in Mannheim gab, knüpfte man an diese Tradition an und benannte die Hauptspringprüfung ebenso.
Im Jahr 1985 zog mit dem Maimarkt auch das Turnier auf das neue Maimarktgelände im Mühlfeld. Hierfür wurde ein neues Reitstadion errichtet. Mit dem neuen Stadion folgte 1986 auch erstmals die Austragung deutscher Meisterschaften im Mannheimer Reitstadion, zunächst für Junioren und Junge Reiter; ein Jahr später wurden hier dann auch zum ersten Mal die Deutschen Meisterschaften im Dressurreiten und im Springreiten ausgetragen.
Nach den deutschen Meisterschaften wurde Mannheim regelmäßig zum Austragungsort weiterer großer Pferdesportveranstaltungen: drei weitere deutsche Meisterschaften der Dressur- und Springreiter, zwei Mal waren die Bundeschampionate zu Gast, 1997 und 2007 wurden hier die Europameisterschaften im Springreiten ausgetragen. Im Vorfeld der Europameisterschaften 2007 wurde das Reitstadion erweitert und modernisiert, hinter der Haupttribüne entstand ein gleich großer zweiter Turnierplatz, der als MVV-Dressurstadion bezeichnet wird.
Auch eine Weltmeisterschaft wurde auf dem Maimarktgelände durchgeführt: Im Jahr 2000 fand in der 1989 errichteten Maimarkthalle die WM der Voltigierer statt. Im Jahr 2001 war das Maimarkt-Turnier die erste Etappe der neugeschaffene Riders Tour. Im Sinne seiner Unabhängigkeit beteiligte sich das Turnier jedoch lediglich dieses eine Mal an der Turnierserie.
Neben den besonderen Veranstaltungen wurde im Mai stets das Maimarkt-Turnier ausgetragen, so dass im Jahr 2013 die 50. Austragung des Turniers begangen wurde. Im Jahr zuvor wurden bei der „Mannheimer Pferdewoche“ über 50.000 Zuschauer gezählt.

### Nationenpreisturniere
Da Aachen im August 2015 die Europameisterschaften in fünf Pferdesportdisziplinen ausrichtete, verzichtete man dort auf die Durchführung des CHIO 2015. Daher wurde das deutsche Nationenpreisturnier Springreiten für dieses Jahr neu vergeben, Mannheim erhielt den Zuschlag hierfür. Daher wurde im MVV-Reitstadion vom 16. bis 19. Juli 2015 der 100. CSIO Deutschlands ausgetragen.
Mit der Aufhebung der Beschränkung auf ein Nationenpreisturnier pro Nation bewarben sich die Veranstalter des Maimarkt-Turniers um den Status als zweites CSIO-Turnier Deutschlands. Beim Maimarkt-Turnier 2022 wird ein Nationenpreis der EEF Series ausgerichtet werden.

## Programm
Seit dem Jahr 2000 umfasst das Pferdesportprogramm während des Maimarktes nicht nur das Maimarkt-Turnier, es ist stattdessen zu einer mehr als zwei Wochenenden überspannenden Pferdesportveranstaltung angewachsen. Diese wird als Mannheimer Pferdewoche bezeichnet.
Besonderheit des Maimarkt-Turniers ist, dass ein Dienstag der letzte Tag des Turniers ist. Die Verteilung der Disziplinen und Prüfungen auf die Turnierwoche unterscheidet sich von Jahr zu Jahr. Konstant finden die Hauptspringprüfungen im letzten Teil der Turnierwoche statt. In diesem Hauptteil der Turnierwoche teilt sich das Programm auf das Reitstadion und das Dressurstadion auf, alle Springprüfungen finden dabei im Reitstadion statt. 
Das Programm des CDI-Dressurturniers umfasst einen Grand Prix Spécial und eine Grand Prix Kür sowie die beiden zugehörigen Grand Prix de Dressage als Qualifikationsprüfungen. Auch eine Qualifikationsprüfung des Nürnberger Burg-Pokals wird in Mannheim durchgeführt. Höhepunkte des CPEDI der Para-Dressurreiter sind der Nationenpreis der Para-Dressur sowie die Kürwettbewerbe der einzelnen Grade. Nachdem am Sonntag die zweite wichtige Springprüfung anstand, schließt die Badenia, der Große Preis des CSI-Springreitturniers, die „Mannheimer Pferdewoche“ am Dienstag ab.

## Die wichtigsten Prüfungen

### Dressurreiten

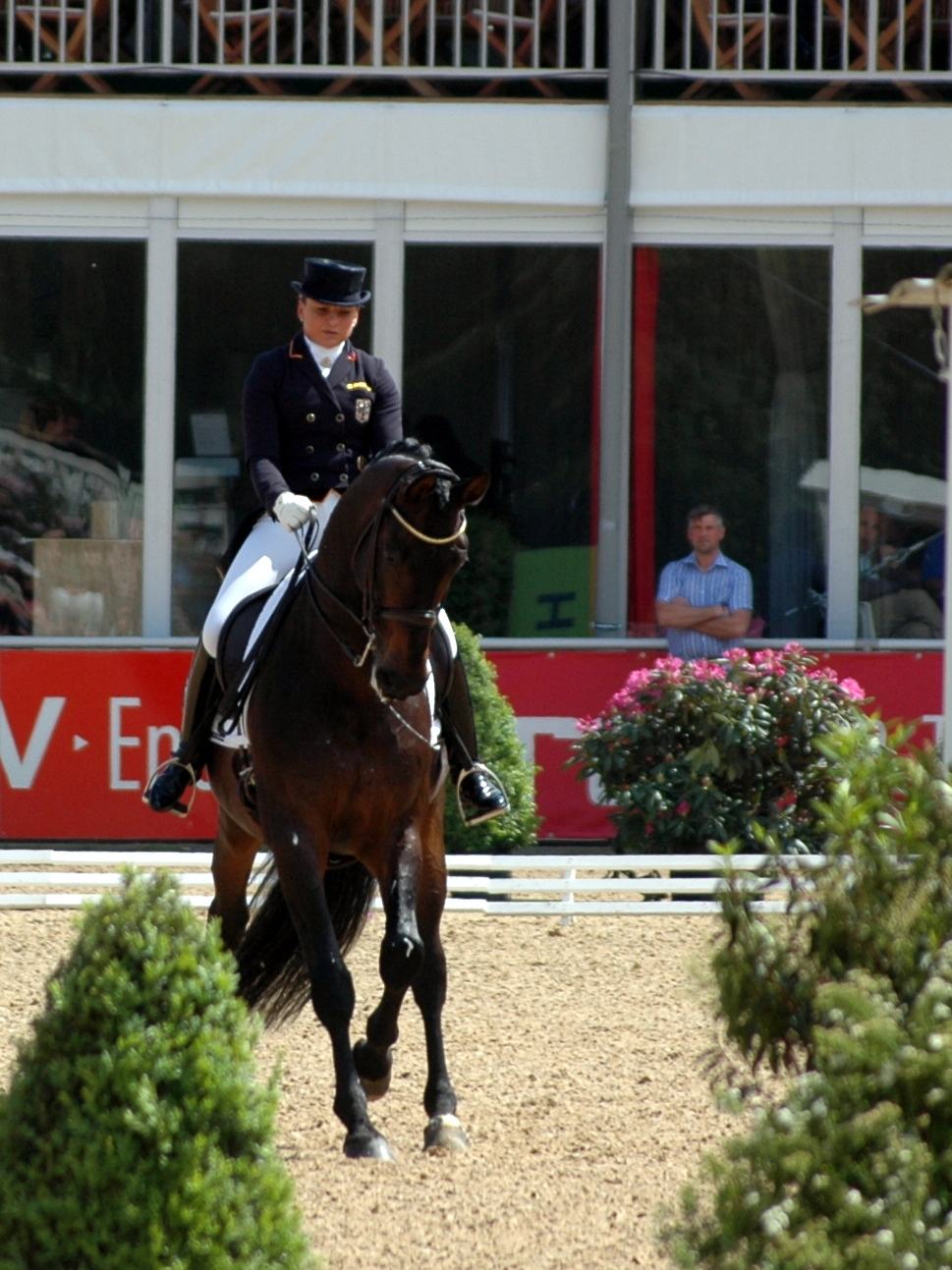
Dressur im MVV-Reitstadion: Dorothee Schneider und Silvano in der Grand Prix Kür (2014)

Der Grand Prix Spécial war über lange Jahre hinweg die abschließende und schwerste Prüfung des Dressurprogramms beim Maimarkt-Turnier. Im Jahr 2008 verzichtete man zugunsten der FN-Nachwuchspferde-Grand Prix-Serie (die zu diesem Zeitpunkt den Namen Medien-Cup trug) auf die Durchführung eines Grand Prix Spécial. Auch als die Dressuren ab 2011 international geschrieben wurden, verzichtete man zunächst auf die Ausschreibung einer Grand Prix Kür als zweiten Höhepunkt der Dressurtour. Diese ist erst seit 2013 Teil des Programms. Im Jahr 2021 war der Grand Prix Spécial mit 10.000 Euro dotiert, die Grand Prix Kür mit 13.000 Euro.
Im Jahr 2016 wurden die Dressurprüfungen (die sich sonst mit dem CDI 5* bei der Pferd International München-Riem und dem Deutschen Dressurderby in Hamburg überschnitten hätten) auf das erste Wochenende vorverlegt, im Gegenzug wechselte das Poloturnier auf das Hauptwochenende.

#### Grand Prix Spécial
Sieger ab 2005:
| - 2005: Alexandra Simons-de Ridder mit Wellington (69,960 %) - 2006: Karen Tebar mit Falada M (69,840 %) - 2007: Isabell Werth mit Apache OLD (70,720 %) - 2008: nicht ausgetragen - 2009: Isabell Werth mit Warum nicht FRH (78,833 %) - 2010: Isabell Werth mit El Santo NRW (73,417 %) - 2011: Isabell Werth mit Don Johnson (72,917 %) - 2012: Anna Kasprzak mit Donnperignon (77,400 %) - 2013: Andreas Helgstrand mit Akeem Foldager (73,563 %) - 2014: Uta Gräf mit Dandelion (71,706 %) |  |  | - 2015: Rose Mathisen mit Zuidenwind (72,090 %) - 2016: Helen Langehanenberg mit Damsey FRH (70,549 %) - 2017: Isabell Werth mit Don Johnson (77,451 %) - 2018: Dorothee Schneider mit Faustus (74,872 %) - 2019: Isabell Werth mit DSP Quantaz (74,319 %) - 2020: Vorsorglich aufgrund der COVID-19-Pandemie abgesagt - 2021: Isabell Werth mit Bella Rose (80,277 %) - 2022: Matthias Alexander Rath mit Faustus (76,277 %) |

#### Grand Prix Kür
Sieger:
- 2013:  Jenny Lang mit Loverboy (75,550 %)
- 2014:  Jenny Lang mit Loverboy (77,525 %)
- 2015:  Jenny Lang mit Loverboy (77,050 %)
- 2016:  Jenny Lang-Nobbe mit Loverboy (76,825 %)
- 2017:  Helen Langehanenberg mit Damsey FRH (80,350 %)
- 2018:  Dorothee Schneider mit Rock'n Rose (74,175 %)
- 2019:  Isabell Werth mit Don Johnson (82,800 %)
- 2020: Vorsorglich aufgrund der COVID-19-Pandemie abgesagt
- 2021:  Isabell Werth mit Weihegold OLD (86,650 %)
- 2022:  Dorothee Schneider mit Faustus (81,045 %)

### Para-Dressur
Das Maimarkt-Turnier gehört zu den wenigen Turnieren weltweit, die internationale Prüfungen für Dressurreiter mit Behinderung ausschreiben (2014 waren dies weniger als 20 Turniere). Wie auch bei internationalen Championaten (Europa- und Weltmeisterschaften sowie Paralympischen Spielen) treten die Athleten im Para-Dressursport in Mannheim nach Graden getrennt in jeweils drei Prüfungen an: dem Mannschaftswettbewerb, dem Championshiptest und in einer Kür. Die Prüfungen der Para-Dressurreiter werden in Mannheim seit 2003 durchgeführt.
Eine Premiere fand im Mai 2014 statt: Erstmals wurde außerhalb von Championaten ein Para-Dressur-Nationenpreis durchgeführt. Hierfür traten in Mannheim acht Mannschaften an. Für die Mannschaftswertung zählt dabei wie bei Championaten in Addition der Ergebnisse von Mannschaftswettbewerb und Championshiptest. Drei oder vier Reiter bilden dabei eine Mannschaft, bei vier Reitern zählt das jeweils niedrigste Gesamtergebnis als Streichresultat.
Im Jahr 2007 wurde im Rahmen des Maimarkt-Turniers die Deutsche Meisterschaft der Para-Dressurreiter ausgetragen.

#### Nationenpreis
Sieger:
- 2014:  Deutschland (Elke Philipp mit Regaliz, Angelika Trabert mit Ariva Avanti, Hannelore Brenner mit Kawango, Lena Weifen mit Don Turner)
- 2015:  Deutschland (Elke Philipp mit Regaliz, Angelika Trabert mit First Lady Melody, Hannelore Brenner mit Women of the World, Lena Weifen mit Don Turner)
- 2016:  Deutschland (Elke Philipp mit Regaliz, Alina Rosenberg mit Nea’s Daboun, Steffen Zeibig mit Feel Good, Hannelore Brenner mit Kawango)[15]
- 2017:  Niederlande (Rixt van der Horst mit Uniek, Lotte Krijnsen mit Rosenstolz, Annemariek Roling mit Doo Schufro)[16]
- 2018:  Deutschland (Steffen Zeibig mit Feel Good, Angelika Trabert mit Diamond’s Shine, Hannelore Brenner mit Belissima M, Regine Mispelkamp mit Look At Me Now)[17]
- 2019:  Deutschland (Elke Philipp mit Fürst Sinclair, Steffen Zeibig mit Feel Good, Hannelore Brenner mit Belissima M, Regine Mispelkamp mit Look At Me Now)[18]
- 2020: Vorsorglich aufgrund der COVID-19-Pandemie abgesagt
- 2021:  Deutschland (Heidemarie Dresing mit La Boum, Steffen Zeibig mit Feel Good, Saskia Deutz mit Soyala, Regine Mispelkamp mit Highlander Delight's)[19]
- 2022:  Deutschland (Gianna Regenbrecht mit Fuerst Sinclair, Martina Benzinger mit Nautika, Heidemarie Dresing mit La Boum, Regine Mispelkamp mit Highlander Delight's)[20]

#### Küren
Sieger Grade I (2005 und 2006), Grade Ia (2007–2016) bzw. Grade I (ab 2017):
| - 2005: Anne Dunham mit Amo (74,564 %) - 2006: Anne Dunham mit Call me Caine - 2007: Anne Dunham mit Call me Caine (74,535 %) - 2008: nicht ausgetragen - 2009: nicht ausgetragen - 2010: Anne Dunham mit Teddy (75,917 %) - 2011: Laurentia Tan mit Rely on Me (70,000 %) - 2012: Gemma Rose Jen Foo mit Avalon (73,833 %) - 2013: Elke Philipp mit Regaliz (73,583 %) - 2014: Elke Philipp mit Regaliz (77,667 %) |  |  | - 2015: Sara Morganti mit Royal Delight (80,500 %) - 2016: Sara Morganti mit Royal Delight (76,600 %) - 2017: Elke Philipp mit Fuerst Sinclair (75,389 %) - 2018: Katja Karjalainen mit Dr Doolittle (75,056 %) - 2019: Katja Karjalainen mit Dr Doolittle (74,722 %) - 2020: Vorsorglich aufgrund der COVID-19-Pandemie abgesagt - 2021: Tina Jensen Ljumgstrøm Chabert mit Rosselli (76,578 %) - 2022: Laurentia Yen-Yi Tan mit Hickstead (76,111 %) |

Sieger Grade Ib (2007–2016) bzw. Grade II (ab 2017):
| - 2007: Française Salles mit Loubegum (71,573 %) - 2008: Patricia Falk mit Rosenprinz (65,463 %) - 2009: Alina Rosenberg mit Magellan (66,388 %) - 2010: gemeinsame Wertung Grade Ia/Ib durchgeführt - 2011: Pepo Puch mit Fine Feeling S (72,667 %) - 2012: Pepo Puch mit Fine Feeling S (80,667 %) - 2013: Pepo Puch mit Fine Feeling S (80,917 %) - 2014: Stinna Tange Kaastrup mit Steffi Graf (73,750 %) |  |  | - 2015: Pepo Puch mit Fine Feeling S (75,167 %) - 2016: Pepo Puch mit Fontainenoir (76,150 %) - 2017: Jaana Kivimäki mit Bellilene (73,167 %) - 2018: Pepo Puch mit Sailor's Blue (75,722 %) - 2019: Pepo Puch mit Sailor's Blue (73,167 %) - 2020: Vorsorglich aufgrund der COVID-19-Pandemie abgesagt - 2021: Pepo Puch mit Fuerst Chili (77,767 %) - 2022: Pepo Puch mit Sailor's Blue (75,589 %) |

Sieger Grade II (2005–2016) bzw. Grade III (ab 2017):
| - 2005: Hannelore Brenner mit Lyriker (78,333 %) - 2006: Britta Näpel mit Billy the Kid - 2007: Britta Näpel mit Durbridge (75,927 %) - 2008: Britta Näpel mit Cherubin (72,965 %) - 2009: Britta Näpel mit Invisible Touch (76,112 %) - 2010: Angelika Trabert mit Ariva Avanti (70,917 %) - 2011: Britta Näpel mit Aquilina (75,667 %) - 2012: Angelika Trabert mit Ariva Avanti (77,583 %) - 2013: Angelika Trabert mit Ariva Avanti (78,500 %) - 2014: Lauren Barwick mit Off to Paris (77,167 %) |  |  | - 2015: Rixt van der Horst mit Uniek (75,333 %) - 2016: Rixt van der Horst mit Caraat (75,800 %) - 2017: Steffen Zeibig mit Feel Good (74,889 %) - 2018: Rixt van der Horst mit Findsley (73,722 %) - 2019: Steffen Zeibig mit Feel Good (73,611 %) - 2020: Vorsorglich aufgrund der COVID-19-Pandemie abgesagt - 2021: Claudia Schmidt mit Rosso (74,944 %) - 2022: Roberta Sheffield mit Fairuza (74,778 %) |

Sieger Grade III (2005–2016) bzw. Grade IV (ab 2017):
| - 2005: Lee Pearson mit Blue Circle Boy (80,668 %) - 2006: Hannelore Brenner mit Lyriker - 2007: Simon Laurens mit Ocean Diamond (77,872 %) - 2008: Simon Laurens mit Ocean Diamond (77,778 %) - 2009: Hannelore Brenner mit Women of the World (74,258 %) - 2010: Deborah Criddle mit Pavarotti (73,000 %) - 2011: Hannelore Brenner mit Women of the World (80,333 %) - 2012: Hannelore Brenner mit Women of the World (77,583 %) - 2013: Sanne Voets mit Vedet (79,333 %) - 2014: Hannelore Brenner mit Women of the World (79,917 %) |  |  | - 2015: Sanne Voets mit Vedet (78,500 %) - 2016: Annika Lykke Risum mit Aros A Fenris (76,600 %) - 2017: Manon Claeys mit San Dior (74,875 %) - 2018: Sanne Voets mit Demantur (74,750 %) - 2019: Rodolpho Riskalla mit Don Henrico (77,167 %) - 2020: Vorsorglich aufgrund der COVID-19-Pandemie abgesagt - 2021: Neel Schakel mit Edison (76,508 %) - 2022: Rodolpho Riskalla mit Don Henrico (78,525 %) |

Sieger Grade IV (2005–2016) bzw. Grade V (ab 2017):
| - 2005: Ann Cathrin Lübbe mit Zanko (80,998 %) - 2006: Ann Cathrin Lübbe mit Zanko - 2007: Ann Cathrin Lübbe mit Zanko (76,818 %) - 2008: Karen Schnoor mit Merlin (71,210 %) - 2009: Line Thorning Jørgensen mit Colani-Star (75,077 %) - 2010: Karen Schnoor mit Merlin (69,083 %) - 2011: Michèle George mit FBW Rainman (77,667 %) - 2012: Frank Hosmar mit Tiesto (75,833 %) - 2013: Line Kongensgaard mit Laponio (74,333 %) - 2014: Michèle George mit FBW Rainman (77,917 %) |  |  | - 2015: Michèle George mit FBW Rainman (76,667 %) - 2016: Michèle George mit FBW Rainman (75,200 %) - 2017: Nicole Geiger mit Phal de Lafayette (73,125 %) - 2018: Regine Mispelkamp mit Look At Me Now (70,167 %) - 2019: Regine Mispelkamp mit Look At Me Now (69,500 %) - 2020: Vorsorglich aufgrund der COVID-19-Pandemie abgesagt - 2021: Regine Mispelkamp mit Highlander Delight's (75,833 %) - 2021: Regine Mispelkamp mit Highlander Delight's (75,558 %) |

### Springreiten

#### Maimarkt-Championat

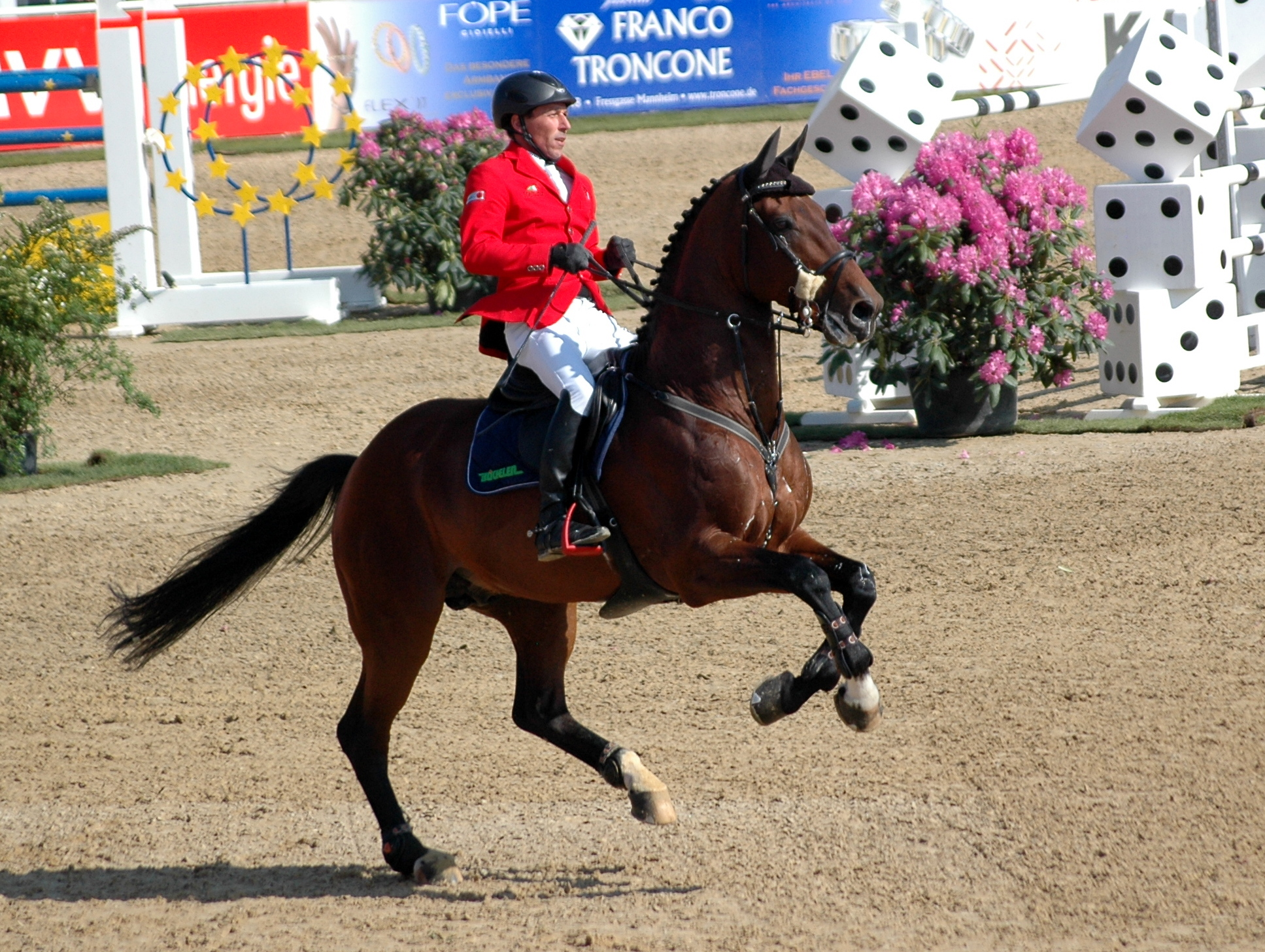
Sieger im Maimarkt-Championat 2014: Hans-Dieter Dreher und Colore

Das Maimarkt-Championat von Mannheim war die zweitwichtigste und zweithöchstdotierte Springprüfung des Turniers. Die in memoriam Hartwig Steenken ausgetragene Prüfung wird seit 1988 ausgetragen und fandet jeweils am Turniersonntag statt. Es handelte sich hierbei um eine Springprüfung mit Stechen der Klasse S***, die im Jahr 2021 mit 60.000 Euro dotiert war. Im Jahr 2012 wurde statt des Maimarkt-Championats ein „Großer Preis von Mannheim“ ausgetragen, da die FEI einen Großen Preis am Dienstag nicht genehmigen wollte.
Im Jahr 2022 übernahm der Nationenpreis die Rolle der zweithöchstdotierten Prüfung des Turniers und als Hauptprüfung des Sonntags. Das Maimarkt-Championat wurde stattdessen auf den Samstag verschoben. Es handelt sich um eine Springprüfung nach Fehlern und Zeit mit einem Umlauf der Klasse S**.
Sieger:
| - 1988: Dirk Hafemeister mit Orchidee - 1989: Tjark Nagel mit Bonito - 1990: Elmar Gundel mit Life is Life - 1991: Gerd Wiltfang mit Warum - 1992: Sören von Rönne mit Taggi - 1993: Meredith Michaels mit Quick Star - 1994: Meredith Michaels mit Quick Star - 1995: Carsten-Otto Nagel mit Wienerwirbel - 1996: Franke Sloothaak mit Joli Coeur - 1997: Ralf Runge mit Baker Street - 1998: Thomas Voß mit Campesino - 1999: Marcus Ehning mit For Pleasure - 2000: Marcus Ehning mit For Pleasure - 2001: Ludger Beerbaum mit Gladdys - 2002: Thomas Schepers mit Capital W - 2003: Andreas Ripke mit Holsatia - 2004: Ludger Beerbaum mit Gladdys - 2005: Armin Schäfer jun. mit Liberty Boy - 2006: Christina Liebherr mit No Mercy - 2007: Christian Ahlmann mit Firth of Clyde |  |  | - 2008: Jessica Kürten mit Vivaldo van het Costersveld - 2009: Toni Haßmann mit Laceful - 2010: Meredith Michaels-Beerbaum mit Shutterfly - 2011: Carsten-Otto Nagel mit Corradina - 2012: Angelica Augustsson mit Mic Mac du Tillard - 2013: Cassio Rivetti mit Vivant - 2014: Hans-Dieter Dreher mit Colore - 2015: Mario Stevens mit Brooklyn - 2016: Daniel Deußer mit Hidalgo - 2017: Holger Wulschner mit Cavity - 2018: Jörg Oppermann mit Che Guevara - 2019: Simone Blum mit DSP Alice - 2020: Vorsorglich aufgrund der COVID-19-Pandemie abgesagt - 2021: Peder Fredricson mit Catch me not S - 2022: David Will mit Concordia |

#### Nationenpreis
Gut sieben Jahre nach dem CSIO Mannheim 2015 richtet Mannheim 2022 erneut einen Nationenpreis der Springreiter aus. Möglich machte das die Aufhebung der Beschränkung der Anzahl der CSIO-Nationenpreise auf einen pro Nation im Rahmen der Schaffung der EEF Series. Der „Longines EEF Nations Cup Mannheim“ dient in der EEF Series als Qualifikationsprüfung für die Region Zentral. Es handelt sich um eine Springprüfung mit zwei Umläufen und eventuellem Stechen für Nationenmannschaften zu je vier Reitern. Der Nationenpreis findet am Sonntag statt, er ist mit 75.000 Euro dotiert, die Hindernisse habe eine Höhe bis zu 1,45 Meter.
Sieger:
- 2022:  Schweiz (Elin Ott mit Nanu II, Niklaus Schurtenberger mit Quincassi, Edwin Smits mit Best of Berlin, Alain Jufer mit Dante; Chef d'Equipe: Beat von Ballmoos)

#### Badenia
Die Badenia ist die wichtigste Springprüfung des Turniers, sie ist (mit Ausnahme des Jahres 2012) der Große Preis des Maimarkt-Turniers. Die Badenia ist seit 1964 Teil des Turniers, wird jedoch erst seit 1966 in einer Prüfung entschieden. In den zwei Jahren zuvor bestand die Badenia aus zwei Prüfungen, einem Zeitspringen und dem Großen Preis.
Anders als bei den meisten Reitturnieren in Deutschland wird der Große Preis nicht an einem Sonntag ausgetragen, sondern am Dienstag. Dieser Maimarktdienstag ist zugleich letzter Tag des Maimarkts und des Maimarkt-Turniers. Bei der Prüfung handelt es sich um eine Springprüfung mit Stechen, im Jahr 2021 betrug das Preisgeld 100.000 Euro.
Sieger:
| - 1964: Lothar Schellhase mit Atos, Walter Schmidt mit Axelsport - 1965: Alwin Schockemöhle mit Freiherr, Hauke Schmidt mit Gerona - 1966: Hermann Schridde mit Kamerad IV - 1967: Georg Stumpf mit Alarm - 1968: Willibert Mehlkopf mit Fidelius - 1969: Alwin Schockemöhle mit Donald Rex - 1970: Alwin Schockemöhle mit Donald Rex - 1971: Marion Snoek mit Janeau - 1972: Hermann Schridde mit Ahorn - 1973: Gerd Wiltfang mit Askan IV - 1974: Paul Schockemöhle mit Abadir - 1975: Hugo Simon mit Lavendel II - 1976: Hugo Simon mit Flipper - 1977: Hendrik Snoek mit Gaylord - 1978: Paul Schockemöhle mit El Paso - 1979: Franke Sloothaak mit Colombo - 1980: Achim Tilger mit Angelino - 1981: Franke Sloothaak mit Argonaut - 1982: Wilhelm Bettinger mit Windy - 1983: Jürgen Ernst mit Stanley - 1984: Norbert Koof mit Fire - 1985: Jürgen Kenn mit Feuergeist - 1986: Volker Höltgen mit Kantor - 1987: Gerd Wiltfang mit Cedra - 1988: Volker Höltgen mit Kantor - 1989: Peter Schumacher mit Prag - 1990: Dirk Hafemeister mit Cassandra - 1991: Hugo Simon mit Amaretto D - 1992: Ludger Beerbaum mit Almox Athletico - 1993: Meredith Michaels mit Quick Star |  |  | - 1994: Hugo Simon mit Apricot D - 1995: Hugo Simon mit E.T. FRH - 1996: Franke Sloothaak mit Joli Coeur - 1997: Meredith Michaels mit Just do it - 1998: Otto Becker mit Cera - 1999: Lars Nieberg mit Giorgio - 2000: Markus Beerbaum mit Lady Weingard - 2001: Ludger Beerbaum mit Champion du Lys - 2002: Angelique Hoorn mit Hascal - 2003: Pia-Luise Aufrecht mit Ingmar - 2004: Armin Schäfer jun. mit Liberty Boy - 2005: Lars Nieberg mit Loreana - 2006: Holger Wulschner mit Clausen - 2007: Markus Fuchs mit Nirmette - 2008: Andreas Brünz mit Lumos - 2009: Anna-Maria Jakobs mit Lausejunge - 2010: Christian Ahlmann mit Lorenzo - 2011: Ramzy al-Duhami mit Bayard van de Villa Theresia - 2012: Marcus Ehning mit Plot Blue - 2013: David Will mit Colorit - 2014: Henrik Griese mit Comtessa - 2015: Albert Zoer mit Gigolo - 2016: Emilio Bicocchi mit Ares - 2017: Christian Ahlmann mit Colorit - 2018: Kara Chad mit Carona - 2019: Simone Blum mit DSP Alice - 2020: Vorsorglich aufgrund der COVID-19-Pandemie abgesagt - 2021: Michael Jung mit Chelsea - 2022: André Thieme mit DSP Chakaria - 2024: Richard Vogel mit Cydello |

### Nicht mehr ausgetragene Prüfungen
Das Programm am Wochenende vor dem Maimarkt-Turniers trägt umfasst üblicherweise den „Rhein-Neckar ARENA Polo Cup“ (2011 bis 2013: „Maimarkt ARENA Polo Championship“), ein Poloturnier, bei dem vier bzw. sechs Mannschaften in einem K.-o.-System antreten. Das Programm umfasste 2011 daneben noch ein Jugend-Springreitturnier. In früheren Jahren fanden an diesem ersten Wochenende verschiedene Pferdesportdisziplinen ihrem Platz, so bis 2007 Fahrprüfungen und in den Jahren 2008 und 2009 das Westernreiten.

#### Fahrsport
Bis 2007 wurde am ersten Wochenende des Turniers ein Fahrturnier ausgetragen. Das Programm umfasste Dressurfahr-, Hindernisfahr- und Geländefahrprüfungen für Zweispänner und Vierspänner. Zudem gingen die Ergebnisse der drei Prüfungen in kombinierte Wertungen ein, die ebenfalls für Zwei- und für Vierspänner ausgeschrieben waren.
Sieger kombinierte Wertung Vierspänner (ab 2005):
- 2005:  Michael Freund mit Ravell, Pit, Mary, Dollart und Babalu
- 2006:  Rainer Duen mit Campo, Magun, Monaco und Con Air
- 2007:  Koos de Ronde mit Antonio, Charley, Majoor, Nietje und Gerrit

#### Westernreiten

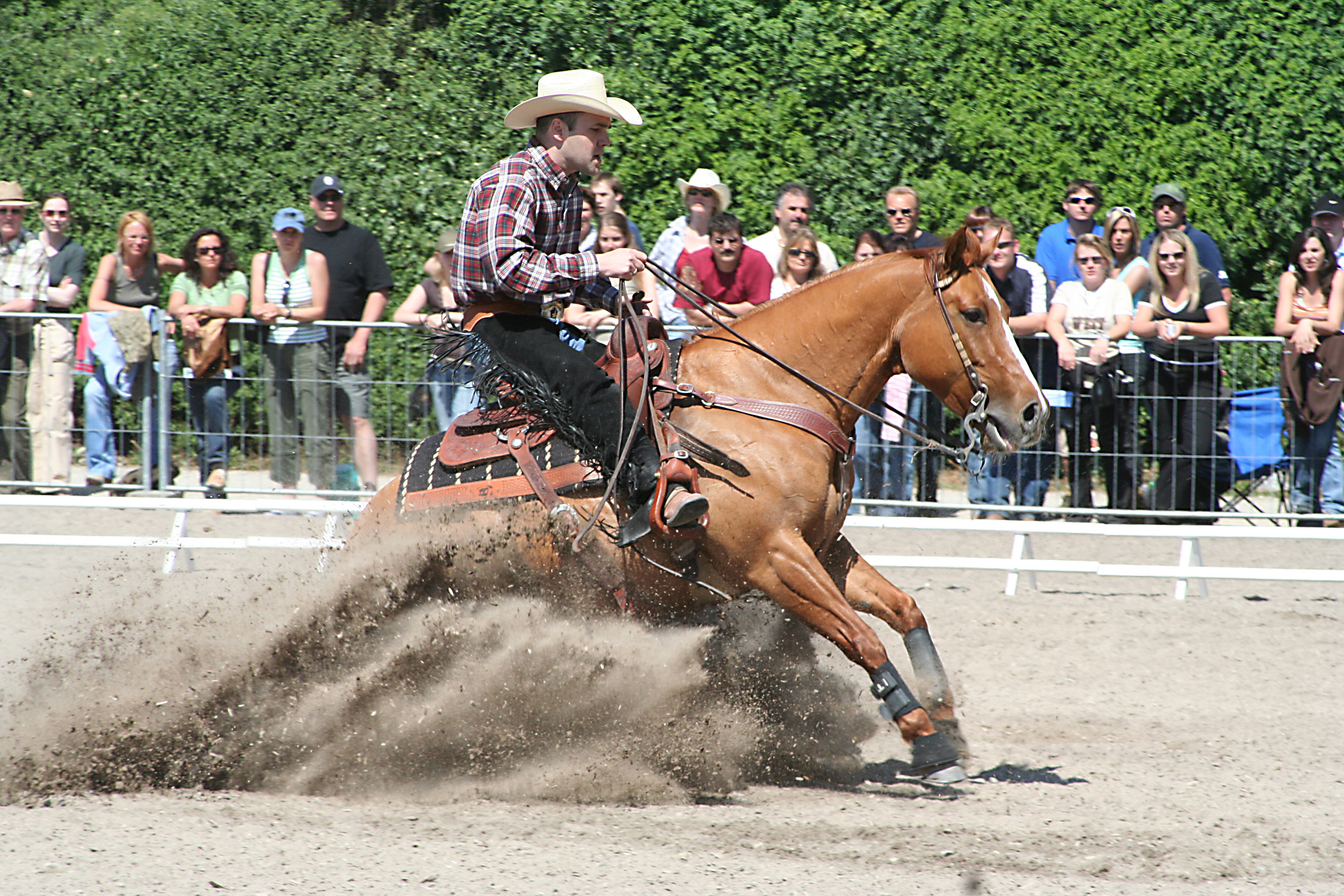
Reining beim Maimarkt-Turnier 2007

Über mehrere Jahre hinweg wurde jeweils am 1. Mai ein Westernturnier durchgeführt. Hier wurden verschiedene Westernreitwettbewerbe ausgetragen, im Jahr 2006 war die Reiningprüfung als CRI 3* international ausgeschrieben. Ab dem Jahr 2008 fanden die Westernwettbewerbe am Wochenende vor dem Maimarkt-Turnier statt. Die Wettbewerbe wurden letztmals 2009 in Mannheim ausgetragen.
Sieger Reining (ab 2005):
- 2005:  Agnes Ramme mit Whiz A Gold[25]
- 2006:  Nico Hörmann mit Yankee Bambino[26]
- 2007:  Maik Bartmann mit Smart Innuendo[27]
- 2008:  Alexander Ripper mit Okie Jo Lil[28]
- 2009:  Nina Lill mit Chickle Me Please[29]

### Polo
Unter dem Namen „Rhein-Neckar ARENA Polo Cup“ (2011 bis 2013: „Maimarkt ARENA Polo Championship“) wird ein Turnier im K.-o.-System ausgespielt, bei dem es neben dem Finale und dem Spiel um Platz drei auch noch ein Spiel um Platz fünf ausgetragen wird. Bei sechs Teilnehmenden Mannschaften ergeben sich damit drei Turniertage mit jeweils drei Partien. In Mannheim wird Arena Polo gespielt, eine Polo-Variante mit kleinerem Spielfeld und nur drei Spieler je Mannschaft.
Beim Maimarkt-Turnier 2018 verzichtete man auf die Durchführung des Polo-Turniers, da ein zeitgleich auf Mallorca ein großer Polowettbewerb stattfand und so das bisherige Niveau des Teilnehmerfeldes nicht sichergestellt werden konnte.
Sieger:
- 2011: Team Maimarkt 2 (Handicap: +3) – Spieler: Thomas Scheuse, Philipp Sommer, Oliver Sommer[32][33]
- 2012: Team Engelhorn (Handicap: +7) – Spieler: Sabine Hauptmann, Philipp Sommer, Federico Rooney[34]
- 2013: Team Mannheim (Handicap: +7) – Spieler: Bea Pfister, Comanche Gallardo, Raphael Oliveira[35]
- 2014: Team Maritim (Handicap: +8) – Spieler: Alexander Weiland, Belo Farias, Vasco Irazoz[36]
- 2015: Team Ubi Bene / MAG (Handicap: +6) – Spieler: Wolfram T. Knoefel, Philipp E. Sommer, Patrick Maleitzke[37]
- 2016: Team Ubi Bene
- 2017: Team MAG (Frankfurter Polo Club, Handicap: +8) – Spieler: Karrie Bram, Carlos Alberto Farias, Justo Imaz Espinar[38]